# Daniel Francis Walsh
Daniel Francis Walsh (San Francisco, 2 ottobre 1937) è un vescovo cattolico statunitense, dal 30 giugno 2011 vescovo emerito di Santa Rosa in California.

## Biografia
Monsignor Daniel Francis Walsh è nato a San Francisco il 2 ottobre 1937.

### Formazione e ministero sacerdotale
Ha frequentato il Saint Joseph College di Mountain View e il seminario "San Patrizio" di Menlo Park.
Il 30 marzo 1963 è stato ordinato presbitero per l'arcidiocesi di San Francisco. Il suo primo incarico è stato quello di vicario parrocchiale della parrocchia di San Pio a Redwood City. Dal 1964 al 1965 ha frequentato l'Università Cattolica d'America a Washington dove ha conseguito un Master of Arts in storia americana. In seguito è stato insegnante alla Serra High School a San Mateo dal 1966 al 1970, assistente cancelliere arcivescovile dal 1970 al 1976, segretario di monsignor Joseph Thomas McGucken dal 1976 al 1978, cancelliere arcivescovile dal 1978 al 1981 e vicario generale dell'arcidiocesi dal 1981.

### Ministero episcopale
Il 30 giugno 1981 papa Giovanni Paolo II lo ha nominato vescovo ausiliare di San Francisco e titolare di Tigia. Ha ricevuto l'ordinazione episcopale il 24 settembre successivo nella cattedrale di Santa Maria a San Francisco dall'arcivescovo metropolita di San Francisco John Raphael Quinn, co-consacranti il vescovo di Juneau Michael Hughes Kenny e il vescovo ausiliare di Honolulu Joseph Anthony Ferrario.
Il 3 giugno 1987 papa Giovanni Paolo II lo ha nominato vescovo di Reno-Las Vegas. Ha preso possesso della diocesi il 6 agosto successivo. Il 21 marzo 1995 il papa ha diviso la diocesi e monsignor Walsh è stato nominato vescovo della nuova diocesi di Las Vegas (oggi arcidiocesi).
L'11 aprile 2000 papa Giovanni Paolo II lo ha nominato vescovo di Santa Rosa in California. Ha preso possesso della diocesi il 22 maggio.
Nell'agosto del 2006, l'ufficio dello sceriffo della contea di Sonoma ha raccomandato l'archiviazione di accuse penali contro il vescovo Walsh per non aver riferito di molestie su minori effettuate da padre Francisco Ochoa, che in precedenza aveva confessato le sue azioni al vescovo. Durante il periodo in cui monsignor Walsh era obbligato per legge a denunciare i crimini e non lo fece, Ochoa fuggì in Messico ed evitò l'accusa. La legge dello Stato della California richiede che una persona che riceve informazioni su reati sessuali, entro 36 ore, deve notificarli ai servizi competenti. Un accordo di patteggiamento è stato raggiunto con l'ufficio del procuratore distrettuale in base al quale il vescovo Walsh ha accettato di sottoporsi a consulenze al posto del procedimento giudiziario. Se l'accordo non fosse stato raggiunto, sarebbe stato il primo processo civile contro un vescovo americano per omissione nella denuncia di crimini sessuali.
Il 30 giugno 2011 papa Benedetto XVI ha accettato la sua rinuncia al governo pastorale della diocesi.
Nell'aprile del 2012 ha compiuto la visita ad limina.
In seno alla Conferenza dei vescovi cattolici degli Stati Uniti ha presieduto la commissione per le missioni mondiali dal 2012 ed è membro della commissione per l'evangelizzazione e la catechesi.

## Genealogia episcopale
La genealogia episcopale è:
- Cardinale Scipione Rebiba
- Cardinale Giulio Antonio Santori
- Cardinale Girolamo Bernerio, O.P.
- Arcivescovo Galeazzo Sanvitale
- Cardinale Ludovico Ludovisi
- Cardinale Luigi Caetani
- Cardinale Ulderico Carpegna
- Cardinale Paluzzo Paluzzi Altieri degli Albertoni
- Papa Benedetto XIII
- Papa Benedetto XIV
- Cardinale Enrico Enriquez
- Arcivescovo Manuel Quintano Bonifaz
- Cardinale Buenaventura Córdoba Espinosa de la Cerda
- Cardinale Giuseppe Maria Doria Pamphilj
- Papa Pio VIII
- Papa Pio IX
- Cardinale Alessandro Franchi
- Cardinale Giovanni Simeoni
- Cardinale Antonio Agliardi
- Cardinale Basilio Pompilj
- Cardinale Adeodato Piazza, O.C.D.
- Cardinale Luigi Raimondi
- Arcivescovo John Raphael Quinn
- Vescovo Daniel Francis Walsh